# 河口镇 (沛县)
河口镇，是中华人民共和国江苏省徐州市沛县下辖的一个乡镇级行政单位。

## 行政区划
河口镇下辖以下地区：
河口社区、孟庄社区、燕湾村、河申村、封黄庄村、田堤口村、李集村、吴河村、黄庄村、孟集村、丁六村、袁圩子村、张李庄村、朱楼村、孔堤口村、孟三楼村、共和村和郑庄村。